# Universidade de Mälardalen
A Universidade de Mälardalen (MDU; em sueco:  Mälardalens universitet) é uma instituição pública de ensino superior com instalações nas cidades de Eskilstuna e Västerås, localizadas na região do Vale do Mälaren (Mälardalen) na Suécia. 

Foi fundada em 1977 como Escola Superior de Mälardalen. Por decisão ministerial, foi promovida a Universidade de Mälardalen em 2022.

Tem 18 000 estudantes e 1 200 professores e funcionários.

Oferece cursos de técnica, design e comunicacão, economia, saúde aplicada, formacão de professores, música clássica e ópera.